# Infantes do Lins
GRCESM Infantes do Lins é uma escola de samba mirim da cidade do Rio de Janeiro, que participa todos os anos do desfile oficial de escolas de samba mirins, realizado, desde 1999, na sexta-feira de Carnaval, na Marquês de Sapucaí.

## História
A Infantes do Lins foi fundada por Maria de Nazareth Alves e apoiada por Ana Maria, Euclydes Ramos, Nenem, Angela, Marisa, Alba, Vera e por toda a Comunidade do Lins. Seu primeiro enredo foi "O Curupira" do autor Átila Preto Velho, o carnavalesco foi Gerôncio Castro. Dionísio e João Gordo foram os diretores de Harmonia; André Melodia e Ricardo 10 com Maycon foram os Intérpretes. Os diretores de bateria foram Ticota, São João e Nico; a porta-bandeira foi Marcela Alves e o Mestre de bateria foi Luciano Oliveira que também foi o compositor do samba-enredo juntamente com Edmilson Villas (até então, Intérprete da Escola de Samba Mirim Herdeiros da Vila). Mais tarde, Luciano  passou a Mestre de bateria da  Escola-Mãe Lins Imperial. O então presidente da SRES Lins Imperial, Jerônimo Guimarães, batizou a Escola Mirim, juntamente com Osmar Valença do Salgueiro. A bateria contou com 80 ritmistas Em 01 / 05 / 2006, o Grêmio  Recreativo e Cultural  Escola de Samba  Mirim Infantes do Lins obteve o seu  registro, feito pelo seu presidente de Honra Roberto Batista Fernandes "Robertinho".
Para o carnaval de 2010, sob a presidência de Jorge Torresmo, escolheu Mané Garrincha como tema de seu carnaval
Após a aclamação como presidente de Paulo Roberto, em 2010, a escola, em 2011, reeditou o samba-enredo da Lins Imperial de 1991.
Em maio de 2012, a escola mirim escolheu seu samba-enredo para 2013, quando apresentou, como tema de seu desfile, o cinquentenário da sua escola-mãe. Nesse ano, ao obter 138.1 pontos, foi considerada a campeã dos desfiles mirins.

## Segmentos

### Presidentes
| Nome                       | Mandato                       | Ref.        |
| -------------------------- | ----------------------------- | ----------- |
| Lúcia Gomes Frigoés        | Abril de 2006 - Abril de 2007 |             |
| Jorge Torresmo             | Abril de 2008 - Abril de 2011 | [ 3 ]       |
| Paulo Roberto Marrocos     | Abril de 2011 - Abril de 2014 | [ 3 ]       |
| Renato dos Santos Ferreira | Abril de 2014 - Abril de 2016 | [ 8 ] [ 9 ] |
| Érica Renata               | Abril de 2016 - atualidade    |             |

### Presidentes de honra
| Nome                      | Mandato           | Ref.  |
| ------------------------- | ----------------- | ----- |
| Roberto Batista Fernandes | 1991 - atualidade | [ 3 ] |

### Intérpretes
| Nome          | Período   | Ref.   |
| ------------- | --------- | ------ |
| Victor Pires  | 2015      | [ 8 ]  |
| Bruno Rezende | 2016-2017 | [ 10 ] |

### Diretores
| Ano  | Diretor de Carnaval        | Diretor de harmonia         | Mestre de bateria | Ref.  |
| ---- | -------------------------- | --------------------------- | ----------------- | ----- |
| 2014 | Ronaldo                    | Antônio Portela             | Lion              |       |
| 2015 | Ronaldo                    | Mosquito e Bruno            | Hiury e Caio      | [ 8 ] |
| 2016 | Ronaldo, Mosquito e Wagner | Mosquito e Leandro de Jesus | Renan e Jorginho  |       |

### Coreógrafo
| Ano  | Nome             | Ref.  |
| ---- | ---------------- | ----- |
| 2014 | Renata Monier    |       |
| 2015 | Adilson Lourenço | [ 9 ] |
| 2016 | Maira            |       |

### Casais de Mestre-sala e Porta-bandeira
| Ano  | 1º Casal                         | 2º Casal                         | 3º Casal                         | 4º Casal               |
| ---- | -------------------------------- | -------------------------------- | -------------------------------- | ---------------------- |
| 1992 | Luiz Augusto e Barbara Marcele   |                                  |                                  |                        |
| 1993 |                                  | Marcelo e Marcella Alves         |                                  |                        |
| 1994 |                                  |                                  |                                  |                        |
| 1995 |                                  |                                  |                                  |                        |
| 1996 |                                  |                                  |                                  |                        |
| 1997 |                                  |                                  |                                  |                        |
| 1998 |                                  |                                  |                                  |                        |
| 1999 |                                  | Thiago Marques e Roberta Freitas |                                  |                        |
| 2000 |                                  | Thiago Marques e Roberta Freitas |                                  |                        |
| 2001 |                                  |                                  |                                  |                        |
| 2002 |                                  |                                  |                                  |                        |
| 2003 |                                  |                                  |                                  |                        |
| 2004 |                                  |                                  |                                  |                        |
| 2005 |                                  |                                  |                                  |                        |
| 2006 |                                  |                                  |                                  |                        |
| 2007 |                                  |                                  |                                  |                        |
| 2008 | Raphael Nascimento e Jhully Rosa |                                  |                                  |                        |
| 2009 |                                  |                                  |                                  |                        |
| 2010 | Douglas Salgueiro e Juliana      | Thuan Matheus e Julia            |                                  |                        |
| 2011 | Douglas Salgueiro e Karol        |                                  |                                  |                        |
| 2012 | ???? e Karol                     |                                  | Yago Dionísio e Ingrid Araujo    |                        |
| 2013 |                                  | Matheus Flores e Ingrid Araujo   |                                  |                        |
| 2014 | Thuan Matheus e Crislane         | Matheus Flores e Ingrid Araujo   |                                  |                        |
| 2015 | Thuan Matheus e Crislane         |                                  | e Rafaela Rocha                  |                        |
| 2016 | Thuan Matheus e Mayara Bombom    |                                  |                                  |                        |
| 2017 | Thuan Matheus e Mayara Bombom    | Adryano Silva e Manuela Brasil   |                                  |                        |
| 2018 | Adryano Silva e Mayara Bombom    | ???? e Manuella Brasil           |                                  |                        |
| 2019 | Ruan Vitor e Mayara Bombom       | João Vitor e Kauanna Freitas     | Michel e Maysa                   |                        |
| 2020 | Ruan Vitor e Kauanna Freitas     | Arthur Duhan e Gabriela Lobo     | Pedro Lucas e Clarice Nascimento |                        |
| 2021 | Gabriel Galeno e Kauanna Freitas | Arthur Duhan e Gabriela Lobo     | Pedro Lucas e Clarice Nascimento | Lucas Gabriel e Thayná |
| 2022 | Gabriel Galeno e Kauanna Freitas | Arthur Duhan e Gabriela Lobo     | Pedro Lucas e Clarice Nascimento | Lucas Gabriel e Thayná |

### Corte de bateria
| Ano  | Rainha           | Madrinha | 1ª Princesa    | 2ª Princesa | Ref. |
| ---- | ---------------- | -------- | -------------- | ----------- | ---- |
| 2014 | Adrielle Martins |          | Kethelyn Cunha | Mayara      |      |
| 2015 | Adrielle Martins |          | Kethelyn Cunha | Ana Clara   |      |
| 2016 | Adrielle Martins |          | Kethelyn Cunha | Mayara      |      |

## Carnavais
| Infantes do Lins | Infantes do Lins | Infantes do Lins                                                                                          | Infantes do Lins                                                                      | Infantes do Lins                       | Infantes do Lins   |
| Ano              | Colocação        | Enredo | Compositores do samba-enredo                                                          | Carnavalesco                           | Ref.               |
| ---------------- | ---------------- | --- | ------------------------------------------------------------------------------------- | -------------------------------------- | ------------------ |
| 1992             | Sem competição   | "O Curupira"                                                                                              |                                                                                       |                                        | [ 1 ]              |
| 1993             | Sem competição   | "Que rei sou eu?"                                                                                         |                                                                                       |                                        | [ 1 ]              |
| 1994             | Sem competição   | "Sonhar em ser feliz"                                                                                     |                                                                                       |                                        | [ 1 ]              |
| 1995             | Sem competição   | "Sonhar em ser feliz"                                                                                     |                                                                                       |                                        | [ 1 ]              |
| 2000             | Sem competição   | "Comidas típicas brasileiras"                                                                             |                                                                                       | Patricia                               | [ 1 ]              |
| 2001             | Sem competição   | "A educação é o futuro da nação!"                                                                         |                                                                                       | Flávio Mello                           | [ 1 ]              |
| 2002             | Sem competição   | "Palmares: A Troia Negra"                                                                                 |                                                                                       | Darcilia e Patricia                    | [ 1 ]              |
| 2003             | Sem competição   | "Favela Bairro"                                                                                           |                                                                                       | Flávio Mello                           | [ 1 ]              |
| 2004             | Sem competição   | "A Infantes Sonha com o mundo mágico de Jorge Caribé"                                                     |                                                                                       | Luiz Carlos Guimarães                  | [ 1 ]              |
| 2007             | Sem competição   | "Sou Curumim na terra de Pajé"                                                                            | Alex, Matheus Frigols e Milena Gauer                                                  | Eduardo Geraldino                      | [ 1 ]              |
| 2008             | Sem competição   | "Brasil, Reino Unido de Portugal e Algarves"                                                              | Thiago Souza e Thiago Brito                                                           | Eduardo Minucci e Ronaldo Abrahão      | [ 1 ]              |
| 2009             | Sem competição   | "Mundos mágicos de eterna magia. O universo infantil, França – Brasil"                                    | Willian dos Anjos, Rony Silva e Ronison Rodrigues                                     | Cláudio Fontes e Lucas Lopez           | [ 1 ]              |
| 2010             | Sem competição   | "A história do gênio das pernas tortas, o Charles Chaplin do futebol, a alegria do povo - Mané Garrincha" | Bruno Silva, Thiago Silva, Douglas Salgueiro e Diogo Soares                           | Eduardo Municci e Valdnea (Val) Farias | [ 1 ]              |
| 2011             | Campeã           | "Chico Mendes, o arauto da natureza" (Reedição do enredo de 1991 da Lins Imperial)                        | João Banana, Serjão, Jorge Paulo e Tuca                                               | Vinícius Ferraz                        | [ 11 ] [ 1 ] [ 6 ] |
| 2012             | Sem competição   | "Esporte, educação, brincar faz bem à vida e ao coração"                                                  | Altair Marques, Hélcio Colored e Ismael David                                         | Vitor Souza                            | [ 12 ] [ 1 ]       |
| 2013             | Sem competição   | "1963 – 2013: Um jubileu no carnaval... Há 50 anos nascia a Lins Imperial"                                | Altair Marques, Ismael David, Helcio Colored e Antonio Carlos                         | Vitor Souza e Luiz Di Paulanis         | [ 7 ] [ 1 ]        |
| 2014             | Sem competição   | "Ikuiapá! - A saga da Imperatriz do futebol ao centrão do Brasil"                                         | Lucas da Silva da Conceição, Leandro Sete, Rodrigo Brum dos Santos e Wallace Oliveira | Luiz Di Paulanis                       | [ 13 ]             |
| 2015             | Sem competição   | "Rio 450, belezas da Cidade Maravilhosa"                                                                  |                                                                                       | Jucileia Fontes                        | [ 14 ] [ 8 ] [ 9 ] |
| 2016             | Sem competição   | "As aventuras de Oz no Reino Encantado da Folia"                                                          | Vinícius Silva, Raphael Gravino, Leonardo Medina e Joyce Oliveira                     |                                        | [ 15 ]             |
| 2017             | Sem competição   | "Chico Spinoza em cena"                                                                                   | Raphael Gravino, Joyce Oliveira, Vinícius Silva, Nilsinho e Vinicius Carvalho         |                                        | [ 10 ]             |